# George Emanuel Lahovari
George Emanuel Lahovari, cunoscut și ca G. Em. Lahovary (n. 1 august 1854 – d. 29 noiembrie 1897) a fost un ziarist si politician român care a activat în diplomație pînă în 1885. A fost directorul ziarului "Independence Roumaine", cenzor la Băncii Naționale si depuntat. A decedat în urma unui duel.
La 9 octombrie 1874 semna, din partea României, alături de reprezentanții altor 21 de state Tratatul de la Berna care punea bazele Uniuniii Poștale Generale, primul organism intenațional, și care devenea, in 1878 Uniunea Poștală Universală. 
Dimitrie R. Rosetti, în Dicționarul Contimporanilor din 1897 îl descrie astfel:
„Lahovari (Gheorghe Em.). - Ziarist, născut la 1 august 1854, încetat din viată la 29 Noembrie 1897. A făcut toate studiile sale în Paris de unde s'a întors cu diploma de licențiat în drept. A început prin a intra în diplomație la 1879 ca atașat de legațiune, apoĭ a trecut în 1881 șef al cabinetuluĭ Ministruluĭ de externe.
La 1885, cumpěră dela Al. Ciurcu ecspulsat, ziarul l’Indépendance Roumaine și duse în capul acestuĭ organ de publicitate o violenă campanie contra guvernuluĭ liberal. Deputat în Cameră de la 1888 până la 1891, G. Em. Lahovary a fost censor la Banca Națională până la 1895 când a demisionat.
În 1897 ziarul sěŭ susținând până la un punct oare care politica guvernuluĭ liberal, G. Em. Lahovary în urma uneĭ polemice personale violentă cu Nicolae Filipescu, și ziarul Epoca, a fost provocat în duel de N. Filipescu și a murit pe teren, străpuns de spada adversaruluĭ seŭ. Scrierĭ: Essai sur la politique de la Roumanie contemporaine Histoire d'une fiction. Le gouvernement des partis (1897).”